# Ayse Yigit
 (août 2023).
Ayşe Yiğit, née le 1er octobre 1972 à Çaykara (Turquie), est une femme politique belgo-turque du Parti du travail de Belgique.

## Biographie
Née le 1er octobre 1972 en Turquie, Ayşe Yiğit arrive en Belgique au milieu des années 1980 lorsque son père vient travailler comme professeur dans le Limbourg. Elle étudie les sciences de la communication et le journalisme et devient ensuite traductrice et interprète. Depuis la moitié des années 2000, elle travaille pour l'association d'interprétariat social Babel Vlaamse Tolkentelefoon qui fait partie de l'Agence flamande de l'Intégration.

### Engagement politique
Ayşe Yiğit, à l'origine éloignée de la politique, finit par s'engager au PTB ; elle explique avoir été séduite par l'approche plus horizontale et plus proche des gens défendue par le parti. Elle milite notamment au sein de Marianne, le mouvement des femmes du PTB. Elle défend également un engagement antiraciste après avoir été témoin dans son travail d'interprète sociale de problèmes de discrimination. Elle est très active dans la lutte contre la mutilation génitale féminine.

#### Sénatrice
Tête de liste du PTB dans le Limbourg pour les élections fédérales du 26 mai 2019, Ayşe Yiğit n'a pas été élue malgré d'excellents scores électoraux. Elle est cependant choisie peu après par le PTB comme sénatrice cooptée et siège désormais au sein du groupe PTB au Sénat. Le PTB justifie la cooptation de Yiğit en expliquant vouloir apporter de la diversité au Sénat et participer à la lutte contre le racisme en choisissant une femme issue de l'immigration.

### Vie privée
Ayşe Yiğit est mère de deux enfants. Sa fille aînée, Yildiz, étudie le droit à l'Université de Hasselt.